# Geheimrat Doktor Oldenburg

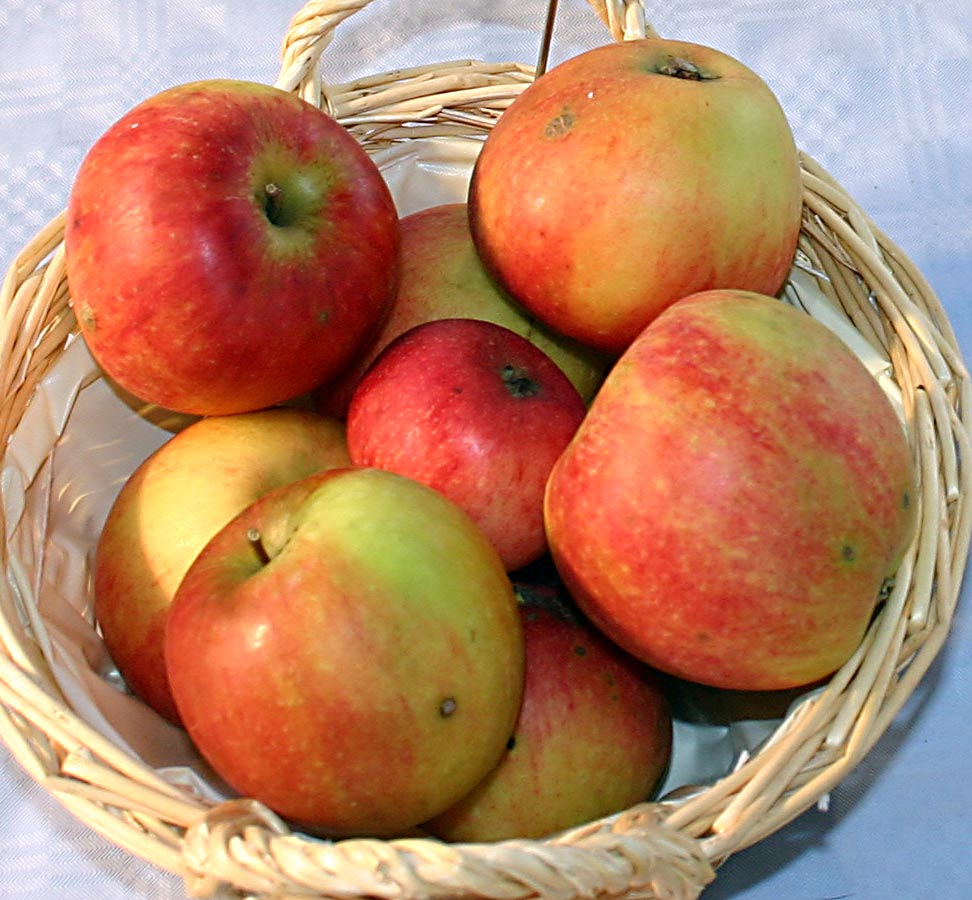
Panier de pommes Oldenburg.

Geheimrat Doktor Oldenburg est un cultivar de pommier domestique.
Cette variété de pomme ne doit pas être confondue avec Duchesse d'Oldenburg.

## Synonymes
Oldenburg

## Origine
Cultivar obtenu en 1897 par la station de recherche en fruits, vins et horticulture de Geisenheim, Rhine, Allemagne (Europe).

## Parenté
Croisement entre Minister von Hammerstein et Reinette Baumann
Descendants:
- Alkmène
- Clivia
- Elektra
- Erwin Baur